# Sinojackia microcarpa
Sinojackia microcarpa är en storaxväxtart som beskrevs av Tao Chen och G. Y. Li. Sinojackia microcarpa ingår i släktet Sinojackia och familjen storaxväxter. Inga underarter finns listade i Catalogue of Life.

## Bildgalleri

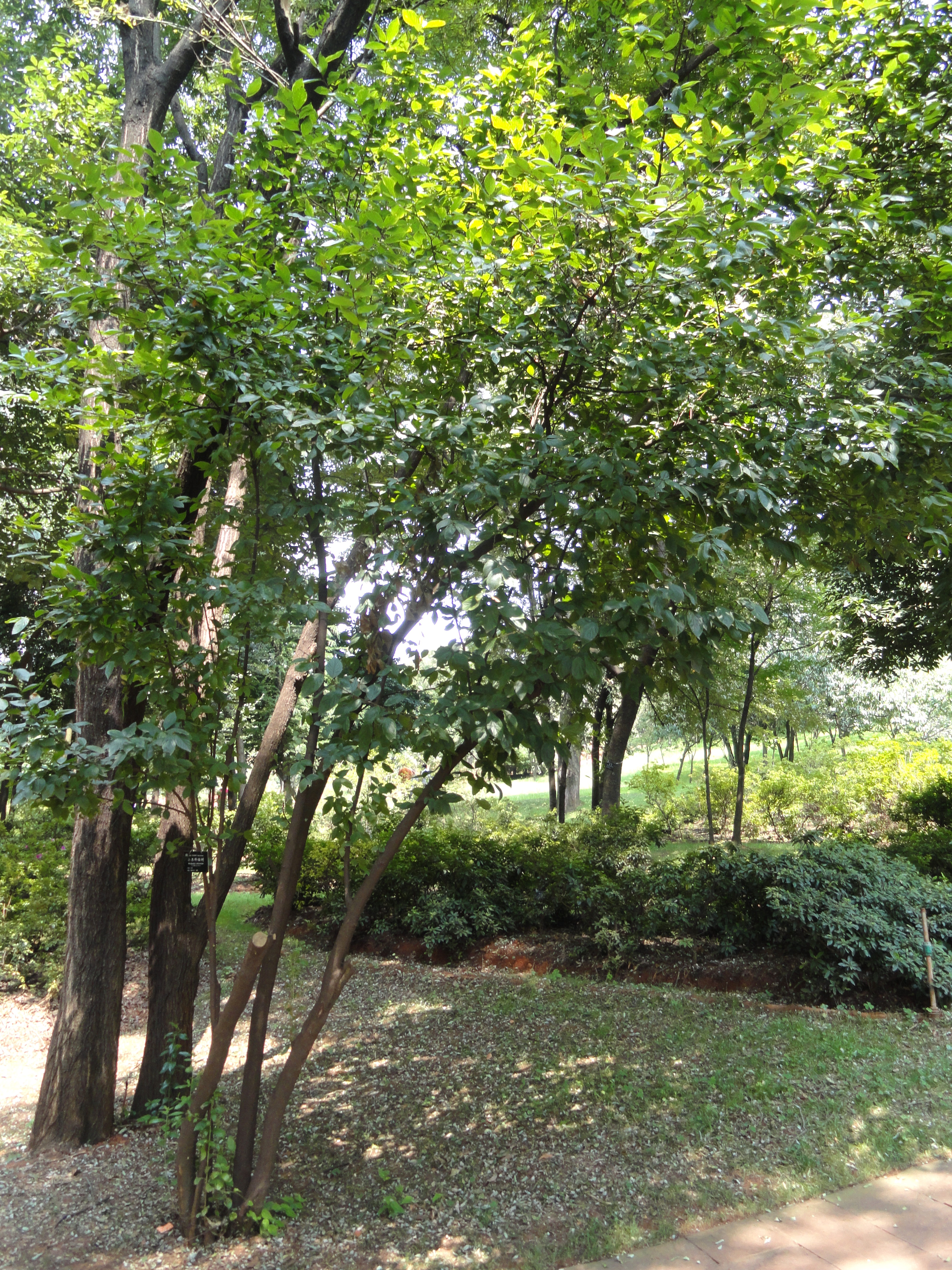